# Impatiens denisonii
Impatiens denisonii  es una especie de hierba perteneciente a la familia Balsaminaceae, que se encuentra sólo en los Ghats occidentales en el sur de India. Es una de los más raras de las dieciocho especies de Impatiens, que son endémicas en el Nilgiri. Fue muy abundante y estaba considerada entre las más hermosas plantas en las colinas de Nilgiri.

## Descripción
Esta planta tiene numerosas flores de color rosa o púrpura. La base de la hoja está profundamente bi-lobulada. Las hojas y pedicelos son muy largos y delgados. Las alas son 3-partidas. El segmento lateral tiene un apéndice filiforme encerrado en un largo y recurvado espolón.
Las hojas son ovadas cordadas con  numerosos pelos erizados débiles por encima y glabras por abajo. Lois pecíolos son generalmente más cortos que las hojas. Los escapos mucho más largos que las hojas. Las brácteas son pequeñas y ovaladas, pedicelos de 25 mm  de largo. Sépalos  pequeñas y ovaladas.  El fruto es una cápsula muy larga recurvada glabra. Las semillas son numerosas y pequeñas.

## Hábitat
I. denisonii se encuentra en los pastizales ya lo largo de los setos y en terrenos baldíos de las colinas de Nilgiri. Fue muy abundante en las rocas y los árboles de las laderas occidentales de la Nilgiris a lo largo del Sispara Ghat, a una altitud de 900  a 1.500 metros.
En 2002, fue redescubierto por Tarun Chhabra y otros investigadores del Edhkwehlynawd Botanical Refuge (EBR) de Udhagamandalam (Ootacamund). Este equipo descubrió varias especies nativas de bálsamos silvestres rara vez visto en el campo. Durante tres años de continuos estudios botánicos se hicieron viajes de campo durante cada período de agosto a septiembre, cuando los bálsamos están en flor. Ellos vieron la I. denisonii sólo durante su tercer año de búsqueda. Esta fue la primera colección científica de la especie desde que el naturalista británico Richard Henry Beddome la documentó por primera vez  en 1862.

## Taxonomía
Impatiens denisonii fue descrita por  Richard Henry Beddome y publicado en Madras J. Lit. Sci. Ser. III, i. (1864) 41.
Etimología
Impatiens: el nombre científico de estas plantas se deriva de impatiens (impaciente), debido a que al tocar las vainas de semillas maduras estas explotan, esparciéndolas  a varios metros. Este mecanismo es conocido como balocoria, o también como "liberación explosiva".
denisonii: epíteto